# Eydie Gormé
Eydie Gormé, nome d'arte di Edith Gormezano (New York, 16 agosto 1928 – Las Vegas, 10 agosto 2013), è stata una cantante statunitense.

## Biografia
Nasce nel Bronx di New York da una famiglia di origine sefardita, il padre è siciliano, mentre la madre è libanese. In casa si parlano diverse lingue, in particolare giudeo-spagnolo, che ha molte affinità con lo spagnolo. Si diploma nel 1946 alla Taft High School, la stessa frequentata negli stessi anni dal regista Stanley Kubrick. 
Grazie alla conoscenza della lingua spagnola, trova lavoro alle Nazioni Unite come traduttrice simultanea.
Nello stesso periodo esordisce come cantante nelle orchestre di Tex Beneke, ex-cantante nella big band di Glenn Miller, e del meno conosciuto Tommy Tucker, prima di mettersi in proprio nel 1952.
Nel 1954 la rete televisiva NBC la ingaggia nella prima edizione del Tonight Show, dove ha l'opportunità di lavorare con Steve Lawrence. Fra i due nasce un'intesa artistica e sentimentale, che nel 1957 sfocia nel matrimonio. Steve & Eydie, come si faranno chiamare, sarà la prima coppia canora creata e lanciata dalla televisione americana.
Steve & Eydie portano il loro status di coniugi affiatati anche sul palcoscenico, scambiandosi battute ironiche e divertenti, con confidenze e riferimenti alla loro vita di marito e moglie. Nel 1960 guadagnano un Grammy Award come miglior gruppo vocale per la canzone We Got Us e nel 1979 incidono con grande successo una cover di Hallelujah, canzone vincitrice dell'Eurovision Song Contest di quell'anno per lo Stato di Israele, sotto lo pseudonimo di Parker and Penny. Nel 1995 sono stati ammessi alla Songwriters Hall of Fame per il contributo dato alla musica nella loro lunga carriera.
Eydie Gormé ha avuto comunque anche un'ottima carriera solista. Nel 1963 riesce a piazzare Blame it on the Bossa Nova nelle classifiche USA dei più venduti, e ne incide anche una versione in lingua italiana, curata da Giorgio Calabrese, dal titolo Colpa della bossa nova. Nel 1967 ottiene un Grammy Award come miglior voce femminile per l'interpretazione di If He Walked Into My Life di Jerry Hermann (dal musical Mame), anche questo adattato in italiano da Calabrese, ma interpretato da Mina col titolo Se tornasse casomai. Nel 1995 partecipa all'auditorium di Los Angeles alla grande festa, ripresa anche dalla televisione, per gli 80 anni di Frank Sinatra.
Oltre all'easy listening, frequenti sono state le incursioni della Gormé nel repertorio latino con diversi album, i più venduti dei quali restano quelli in cui canta accompagnata dal trio Los Panchos, famoso gruppo di musica tradizionale messicana.
Dal suo matrimonio con Steve Lawrence sono nati due figli: David, autore di musica, e Michael, morto nel 1986 a soli 23 anni per fibrillazione ventricolare, a seguito di un difetto non diagnosticato della conduzione dell'impulso cardiaco.
Eydie Gormé muore il 10 agosto 2013, sei giorni prima del suo ottantacinquesimo compleanno dopo una breve malattia; è sepolta all' Hillside Memorial Park di Los Angeles.
Steve Lawrence dichiarò: "Eydie è stata la mia compagna sul palco e nella vita per oltre 55 anni. Mi sono innamorato di lei dal primo momento in cui l'ho vista e ancor di più quando l'ho sentita cantare per la prima volta. La mia perdita personale è inimmaginabile ma il mondo ha perso una delle più grandi cantanti pop di tutti i tempi".

## Collegamenti
- sito ufficiale